# Der listige Rabe

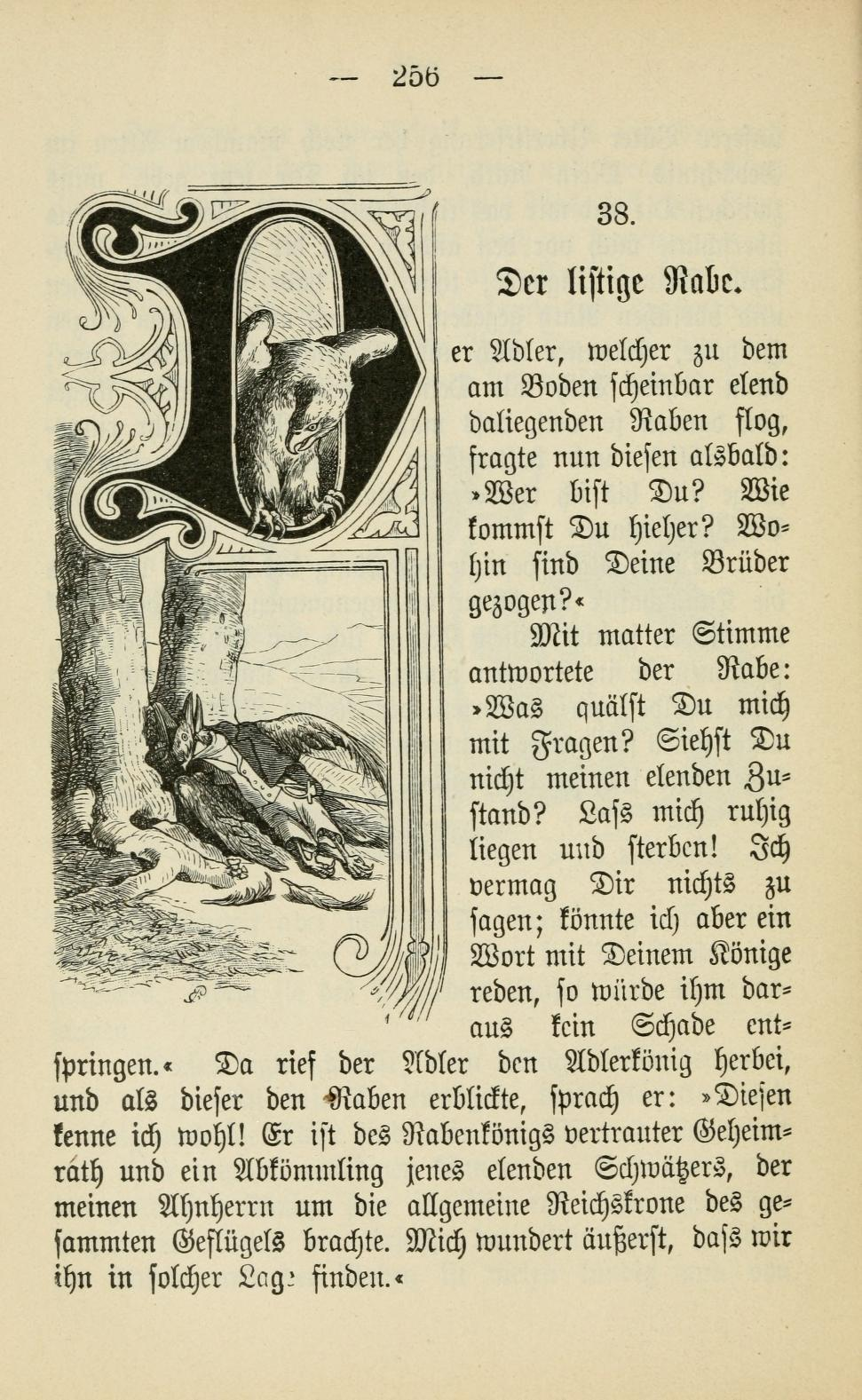
Illustration, 1890

Der listige Rabe ist ein Märchen. Es steht in Ludwig Bechsteins Neues deutsches Märchenbuch an Stelle 41 und stammt aus Antonius von Pforrs Das Buch der Beispiele der alten Weisen.

## Inhalt
Die Adler finden den verwundeten Raben, der vorgibt, als einziger den Frieden mit ihnen gewollt zu haben. Der Adlerkönig befragt seine Räte. Der erste will den Raben töten, der zweite will ihn verschonen, der dritte ihn aushorchen, wozu er eine Geschichte erzählt.

## Herkunft
Die Geschichte dient als Auftakt zur folgenden Nr. 42 Der Dieb und der Teufel und stammt wie die vorangehenden aus Antonius von Pforrs Das Buch der Beispiele der alten Weisen, einer Übertragung des indischen Panchatantra. Des Raben Rede, wie das Wiesengras sich demütig beugt und so den Wind übersteht, während der stolze Baum seine Krone verliert, spielt auf eine antike Fabel von Baum und Rohr an.